# Tomás Ruiz González
Tomás José Ruiz González (Ciudad de México, 23 de marzo de 1963) es un abogado y político mexicano, que ha desempeñado importantes cargos en el sector financiero del Gobierno Federal (Banco de México y Secretaría de Hacienda y Crédito Público) y del Gobierno del Estado de Veracruz de Ignacio de la Llave.
Tomás Ruiz es abogado egresado de la Escuela Libre de Derecho, tiene un diplomado en finanzas en el Instituto Tecnológico Autónomo de México (ITAM) y una maestría en Economía Política Internacional en la Universidad de Columbia, para lo cual obtuvo la beca del Programa Fulbright.
Durante el sexenio del presidente Carlos Salinas de Gortari fue Director general de Banca Múltiple en la Secretaría de Hacienda y Crédito Público que encabezaba Pedro Aspe. En el sexenio del presidente Ernesto Zedillo Ponce de León fue nombrado en 1995 procurador fiscal de la Federación y en dos ocasiones subsecretario de Ingresos, así como el primer presidente del Servicio de Administración Tributaria (SAT) en 1997. 
En 2000 el presidente Vicente Fox Quesada lo nombró director general del Banco Nacional de Obras y Servicios Públicos (Banobras). Permaneció en el cargo hasta 2003 cuando renunció para ser postulado por el Partido Revolucionario Institucional (PRI) como candidato a diputado federal por la vía plurinominal en la LIX Legislatura. Durante su permanencia en la Cámara de Diputados fue vicecoordinador de Asuntos Económicos de la Fracción Parlamentaria del PRI, lo cual lo acercó a la entonces Coordinadora de los Diputados de esa bancada, Elba Esther Gordillo. Como Vicecoordinador de Asuntos Económicos impulsó y apoyó la Reforma Fiscal, que al no ser aprobada por la mayoría dividió al Grupo Parlamentario del PRI, culminando con la destitución como Coordinadora de Elba Esther Gordillo quien se confrontó con el entonces Dirigente Nacional del Partido Roberto Madrazo Pintado.  
Después de pedir licencia como diputado federal, fue director general de la Lotería Nacional del 13 de julio de 2004 al 30 de noviembre de 2006. También en 2004 renunció a su militancia en el Partido Revolucionario Institucional. En noviembre de 2006 fue elegido Presidente del Partido Nueva Alianza, cargo en el que solo duró nueve meses, renunciando al mismo en agosto de 2007. 
En diciembre de 2010 fue nombrado Secretario de Finanzas del Estado de Veracruz de Ignacio de la Llave por el gobernador Javier Duarte de Ochoa. Durante su encargo inició un programa para reordenar y fortalecer las finanzas estatales, el cual incluyó la reestructuración de 30 mil millones de pesos de deuda pública. 
En marzo de 2013 renunció a su cargo de secretario de Finanzas. En julio de 2012 se reincorporó al Partido Revolucionario Institucional en un evento presidido en la ciudad de Veracruz por el entonces presidente del Comité Ejecutivo Nacional de ese partido, Pedro Joaquín Coldwell.
Fue el primer presidente del Servicio de Administración Tributaria, SAT.
En marzo de 2015, Tomás Ruiz González fue nombrado como Secretario de Infraestructura y Obras Públicas del Estado de Veracruz por el entonces gobernador Javier Duarte de Ochoa. Su mandato duro hasta 2016 y durante su gestión se enfocó en la ejecución de proyectos de infraestructura estratégica para el desarrollo del estado.
En agosto de 2020 se le designó como director general corporativo de OHL, una empresa multinacional de construcción e infraestructura. Este nombramiento se produjo tras la entrada de los hermanos Amodio en el capital de la compañía, quienes impulsaron una reorganización de su estructura directiva.
En septiembre de 2024, Tomás Ruiz González asumió el cargo de Consejero Delgado (CEO) de OHLA, sucediendo a José Antonio Fernández Gallar. Este cambio en la dirección se enmarcó en una reestructuración del consejo de administración de la empresa, con el objetivo de profesionalizar su gestión y reducir la dependencia de los accionistas principales.